# Sevdaliza
Sevda Alizadeh (persa: سِودا علیزاده; nascuda l'1 de setembre de 1987 a Teheran), coneguda professionalment com a Sevdaliza, és una cantautora i productora discogràfica neerlandesa d'origen iranià.

## Biografia
Es va mudar amb la seva família als Països Baixos als cinc anys. Als 16 anys, va marxar de casa després d'haver obtingut una beca de bàsquet; finalment, va jugar a la selecció nacional de bàsquet dels Països Baixos. Va anar a la universitat i es va graduar amb un màster en comunicacions. Sevdaliza parla amb fluïdesa farsi, neerlandès, anglès, francès i portuguès.
El 2015, va llançar dos EPs, The Suspended Kid i Children of Silk. Tot i que la seva música la fa habitualment en anglès, va publicar la seva primera cançó en farsi, "Bebin" a principis de 2017 per protestar per l'Ordre Executiva 13769. El seu àlbum de debut, ISON, va ser llançat el 26 d'abril de 2017 a través del seu segell discogràfic Twisted Elegance.

## Videoclips musicals
El seu àlbum, ISON, és un projecte visual que conté un vídeo d'una hora de durada. No com altres àlbums visuals, aquest metratge és abstracte i té la intenció de ser vist tot seguit, ja que és una espècie de "pintura que es mou", amb canvis molt subtils.
"Human"
Sevdaliza surt interpretant una ballarina eròtica que actua per una audiència situada en un entresol d'un edifici semiabandonat. Els espectadors són només homes, clarament rics, als que se'ls serveix menjar mentre gaudeixen d'aquest ball privat. És ambigu quan i on es realitza l'acció, sobretot pel fet que el personatge interpretat per la cantant és misteriós i d'aparença mitològica. La roba que porta és en referència a la de Debra Paget a la pel·lícula del 1959 The Indian Tomb, una mostra de la nostàlgia que transmet el Hollywood clàssic i els papers populars interpretats per dones per satisfer les necessitats sexuals dels homes. El vídeo va ser dirigit per Emmanuel Adjei.
"Amandine Insensible"
Sevdaliza interpreta diferents arquetips de dona a la societat contemporània. És l'únic que es veu, amb un fons d'un blanc brillant i marques d'aigua que representen la limitat de papers que són accessibles per les dones. A manera de crítica de la comercialització actual, l'artista va posar a la venda fragments del videoclip per Shutterstock.
"Bluecid"
Sevdaliza balla a un saló gegant, decorat amb ornaments, amb una taula d'or enmig de la sala al ritme d'un duet inspirat en el tango amb François Sagat. El vídeo va ser escrit i dirigit per Sevdaliza amb Zahra Reijs i va ser publicat el 2017.
"Nothing Lasts Forever"
Col·laborant amb Grimes, Sevdaliza va publicar aquest single acompanyat d'un videoclip fet amb intel·ligència artificial. Al vídeo surten les cares de les dues intèrprets, a més de Madonna, ASAP Ferg i Julia Fox, sobreposades als cossos de dones culturistes. Tot el vídeo se situa a un pàrquing buit i també surt la mateixa Sevdaliza sense alteracions fetes amb IA posant i ballant a l'espai.

## Discografia

### Àlbums d'estudi
| Títol | Detalls                                                                                                 |
| ----- | --- |
| ISON  | - Llançament: 26 d'abril de 2017 - Discogràfica: Twisted Elegance - Formats: CD, LP, descàrrega digital |

### Extended plays
| Títol             | Llista de temes | Detalls |
| ----------------- | --- | --- |
| ZwartGoud         | - 1 Intro - 2 Wapenfeiten - 3 Paradijs - 4 Aicha - 5 Zwarte Held (part. Yootha) - 6 Verhalen - 7 DelftsBlauw (tema bonus) | - Llançament: 20 de novembre de 2012 - Formato: Descàrrega digital - Producció: Dox Kenzo                                                               |
| The Suspended Kid | - 1 That Other Girl - 2 Sirens Of The Caspian - 3 Clear Air - 4 Backseat Love - 5 Taste - 6 Underneath                    | - Llançament: 28 de gener de 2015 - Discogràfica: Twisted Elegance - Format: Descàrrega digital - 'Taste' i 'Underneath' foren posteriorment suprimides |
| Children of Silk  | - 1 The Inside - 2 Amandine Insensible - 3 Marilyn Monroe - 4 Men Of Glass (part. Rome Fortune)                           | - Llançament: 24 de novembre de 2015 - Discogràfica: Twisted Elegance - Format: Descàrrega digital                                                      |
| The Calling       | - 1 Soul Syncable - 2 5D - 3 Soothsayer - 4 Energ1 - 5 Human Nature - 6 Voodoov - 7 Observer                              | - Llançament: 30 de març de 2018 |

### Participacions
| Títol         | Any  | Altres artistes | Àlbum             |
| ------------- | ---- | --------------- | ----------------- |
| "Thunderclap" | 2013 | Subp Yao        | Bottles Poppin    |
| "Silly Boy"   | 2013 | Boeboe          | Buy Sell Bye Cell |